# Sextakord
Sextakord je termín z oblasti hudební nauky. Používá se pro hudební akord, který je prvním obratem kvintakordu.

## Typy sextakordů
Jak je uvedeno výše, je sextakord obratem kvintakordu, tj. kvintakordem, který je postaven nikoliv na svém základním stupni, ale na tercii.
Příklad: pro akord {\displaystyle C\,\!} = c-e-g je prvním obratem (a tedy sextakordem) akord e-g-c.
Stejně jako u kvintakordů existují i u sextakordů čtyři základní typy, které ukazuje následující tabulka (jako příklad jsou použity akordy od základního tónu c). Zvláštním případem je první obrat zvětšeného kvintakordu – tento akord je symetrický a nemá u něj smysl mluvit o obratech, protože jeho „obrácením“ vzniká stejný akord (viz tabulku).
| Kvintakord | Akordová značka              | Složení (od c) | Složení sextakordu (od c) | Intervaly sextakordu      | Značka sextakordu                             |
| ---------- | ---------------------------- | -------------- | ------------------------- | ------------------------- | --------------------------------------------- |
| durový     | {\displaystyle C\,\!}        | c-e-g          | e-g-c                     | malá tercie, malá sexta   | {\displaystyle {\frac {C}{E}}\,\!}            |
| mollový    | {\displaystyle Cmi\,\!}      | c-es-g         | es-g-c                    | velká tercie, velká sexta | {\displaystyle {\frac {Cmi}{E^{b}}}\,\!}      |
| zvětšený   | {\displaystyle C^{5+}\,\!}   | c-e-gis        | e-gis-c                   | velká tercie, malá sexta  | {\displaystyle E^{5+}\,\!}                    |
| zmenšený   | {\displaystyle Cmi^{5-}\,\!} | c-es-ges       | es-ges-c                  | malá tercie, velká sexta  | {\displaystyle {\frac {Cmi^{5-}}{E^{b}}}\,\!} |

## Značení a význam sextakordu
Z předchozí tabulky je dostatečně patrné, jakým způsobem jsou obraty obecně (tedy i sextakordy) značeny: zlomkem, kde v čitateli je akordová značka a ve jmenovateli nejnižší tón příslušného obratu. Podrobnosti ke značení a významu obratů lze najít v článku Obrat akordu.